# Noripterus
Noripterus (křídlo jezera) byl rod čínského a mongolského dsungaripteridního pterodaktyloidního pterosaura popsaného roku 1973 na základě části lebky, obratlů, dílčích končetin a pánve.

## Popis
Noripterus byl podobný zástupcům rodu Dsungaripterus, kteří také žili v období rané křídy v Číně. Měl rovněž hřeben a žádné zuby v přední části dolní čelisti.
Velikost noripteruse se dříve odhadovala asi na 2 třetiny velikosti dsungaripteruse, ale poté co se ukázalo že rod Phobetor popsaný na základě jedné kosti končetiny je pravděpodobně ve skutečnosti právě noripterus, začalo se jeho rozpětí uvádět až na čtyři metry. Stejně jako většina dsungaripteridů, byl i noripterus dobře přizpůsoben životu na zemi, kde se stejně jako jeho blízcí příbuzní pravděpodobně živil měkkýši, které sbíral na plážích, čemuž byl jeho podivný zobák s dlouhou bezzubou špičkou skvěle přizpůsobený.

## Klasifikace
Noripterus byl zařazen do čeledi Dsungaripteroidea.